# Melinna elisabethe
Melinna elisabethe är en ringmaskart som beskrevs av McIntosh 1922. Melinna elisabethe ingår i släktet Melinna, och familjen Ampharetidae. Arten är reproducerande i Sverige.